# Erlandia mexicana
Erlandia mexicana là một loài bọ cánh cứng trong họ Cerambycidae.